# Johan Nordenfelt
Lars Hugo Johan Lennartsson Nordenfelt, född 17 februari 1939, är en svensk diplomat. Han är sonson till Hugo Nordenfelt.

## Biografi
Efter studentexamen på Sigtunaskolan Humanistiska Läroverket avlade han juris kandidatexamen vid Stockholms universitet. Han anställdes vid utrikesdepartementet 1965 och har bland annat tjänstgjort i Rio de Janeiro, Tel Aviv, Bryssel, Mexico City och vid den svenska FN-representationen i New York. Åren 1987-1997 var han tjänstledig för arbete vid FN-sekretariatet i New York, där han var chef för nedrustningskontoret, anti-apartheidcentrum, generalförsamlingsdivisionen och Amerikadivisionen. Efter återkomsten till Stockholm tjänstgjorde han med frågor rörande global säkerhet och nedrustning. År 2000 utsågs han till ambassadör i New Delhi. Han var även sidoackrediterad som ambassadör i Colombo samt i Thimphu, Malé och Kathmandu. Han återvände till Stockholm 2004 och tjänstgjorde till 2006 som ambassadör för vissa nedrustningsförhandlingar på enheten för global säkerhet med bland annat ansvar för frågor om minor och lätta vapen. Han utnämndes 2005 till introduktör av främmande sändebud, en post, som han innehade fram till 2011.
Efter faderns bortgång är Johan Nordenfelt huvudman för den adliga ätten nummer 1662 Nordenfelt.